# Операція «Вілфред»
Операція «Вілфред» (англ. Operation Wilfred) — морська військова операція з постановки мінних загороджень у територіальних водах Норвегії між берегами та її островами, що проводилася у квітні 1940 року силами британського флоту під час Другої світової війни. Операція Королівського флоту мала за мету запобігання транспортування стратегічно важливої шведської залізної руди (з неї вироблялось понад 40 % озброєння та військової техніки вермахту) через порти Норвегії морем до Третього Рейху. Усвідомлюючи, що такий крок викликає певну реакцію з боку гітлерівського керівництва, британське командування розробило окремий план вторгнення до нейтральної Норвегії — план R 4.

## Історія
3 квітня 1940 року чотири крейсери «Бервік», «Йорк», «Девоншир» та «Глазго» прибули до порту Росайт для завантаження морського десанту — Королівського лінкольширського полку, який мав висадитись, у разі необхідності за планом R 4, в Норвегії, у разі загрози вторгнення німецького вермахту до країни. Решта сил морського десанту завантажувалась на десантно-транспортні судна в Клайді й перебували в готовності до операції.
5 квітня велика група кораблів британського флоту на чолі з лінійним крейсером «Рінаун» та крейсером «Бірмінгем» та десантною групою з формуваннями, що мали висаджуватись на норвезький берег, вийшли з військово-морської бази Скапа-Флоу та попрямували на Норвегію.
За планом британці передбачали встановлення двох мінних полів. Перше у затоці Вестфіорд, поза Лофотенських островів, де проходив прямий шлях до порту Нарвік, звідкіля здійснювалось перевезення шведської залізної руди. Друге — на 3/4 загальної довжини маршруту поздовж західного норвезького узбережжя неподалік від півострову Стад, приблизно на півшляху між Фарерськими островами та Ісландією. Для імітації постановки мінного поля замислювалось провести демонстраційні заходи поблизу Бад, Крістіансунн.
7 квітня сили розділилися, й розійшлись за своїми напрямками, де згодом міноносці встановили мінні поля.

## Склад груп мінування
Оперативна група «WV» (затока Вестфіорд)
- лінійний крейсер «Рінаун»
- ескадрений міноносець «Глоувом»
- есмінець «Грейгаунд»
- есмінець «Імпульсів»
- есмінець «Еск»
- есмінець «Ікарус»
- есмінець «Айвенго»
- есмінець «Гарді»
- есмінець «Хавок»
- есмінець «Хотспар»
- есмінець «Хантер»

Оперативна група «WB» (Бад)
- легкий крейсер «Бірмінгем»
- есмінець «Гіперіон»
- есмінець «Хіроу»

Оперативна група «WS» (Стад)
- мінний загороджувач «Тевіот Бенк»
- есмінець «Інглефілд»
- есмінець «Аймоген»
- есмінець «Айлекс»